# Torrent del Favar
El torrent del Favar, en alguns mapes denominat torrent del Gatell, és un torrent que discorre pel terme municipal de Sant Quirze Safaja, a la comarca del Moianès.
Es forma a llevant de l'extrem meridional del Serrat de la Sabatera, des d'on davalla cap al nord-est, fent tota la volta per ponent i pel nord al paratge del Favar. Al nord-oest d'aquest indret gira cap a llevant, i en el nord-est, rep per la dreta el torrent de les Termes. Passa a llevant del Camí de Puigcastellar, deixa a la dreta el Forn i les Saleres, i, ja a prop de la carretera C-59, troba la Font del Gatell. Tot seguit travessa aquesta carretera just a la cruïlla amb la carretera BV-1341, de seguida torna a travessar aquesta darrera carretera, deixant Cal Colomer a l'esquerra, i al cap de poc s'aboca en el torrent de la Font del Boix.